# Schansspringen op de Olympische Winterspelen 2022 - Landenwedstrijd gemengd
De landenwedstrijd gemengd tijdens de Olympische Winterspelen 2022 vond plaats op 7 februari 2022 in het National Ski Jumping Centre in Zhangjiakou. Dit onderdeel maakt voor het eerst deel uit van het olympisch programma.

## Tijdschema
| Datum              | Lokale tijd | MET   | Ronde  |
| ------------------ | ----------- | ----- | ------ |
| maandag 7 februari | 19:45       | 12:45 | Finale |

## Uitslag
| DSQ | = Gediskwalificeerd (pak) |

| Rang   | Bib                    | Land                                                                          | Eerste sprong          | Eerste sprong                 | Eerste sprong | Tweede sprong                     | Tweede sprong                     | Tweede sprong                     | Totaal                            |
| Rang   | Bib                    | Land                                                                          | Afstand (m)            | Punten                        | Rang          | Afstand (m)                       | Punten                            | Rang                              | Totaal                            |
| ------ | ---------------------- | ----------------------------------------------------------------------------- | ---------------------- | ----------------------------- | ------------- | --------------------------------- | --------------------------------- | --------------------------------- | --------------------------------- |
| Goud   | 9 9–1 9–2 9–3 9–4      | Slovenië Nika Križnar Timi Zajc Urša Bogataj Peter Prevc                      | 101,0 97,5 106,0 101,5 | 506,4 126,6 120,4 133,1 126,3 | 1 1 6 1 6     | 99,5 100,0 101,5                  | 495,1 121,5 123,0 124,3 126,3     | 1 1 5 1 6                         | 1001,5 248,1 243,4 257,4 252,6    |
| Zilver | 4 4–1 4–2 4–3 4–4      | Russische ploeg Irma Machinia Danil Sadrejev Irina Avvakoemova Jevgeni Klimov | 86,0 99,5 92,0 100,5   | 448,8 92,4 124,1 105,8 126,5  | 3 4 3 5       | 81,5 100,5 91,5 103,0             | 441,5 81,4 125,8 103,7 130,6      | 4 5 2 3                           | 890,3 173,8 249,9 209,5 257,1     |
| Brons  | 2 2–1 2–2 2–3 2–4      | Canada Alexandria Loutitt Matthew Soukup Abigail Strate MacKenzie Boyd-Clowes | 84,0 87,0 93,5 101,5   | 415,4 87,6 94,1 108,3 125,4   | 4 5 9 3 7     | 90,0 89,0 91,5 101,5              | 429,2 101.4 97.1 102.6 128.1      | 5 3 8 3 4                         | 844,6 189,0 191,2 210,9 253,5     |
| 4      | 6 6–1 6–2 6–3 6–4      | Japan Sara Takanashi Yukiya Satō Yuki Ito Ryōyū Kobayashi                     | DSQ 99,5 93,0 102,5    | 359,9 0,0 122,9 106,9 130,1   | 8 5 4 1       | 98,5 100,5 88,0 106,0             | 476,4 118,9 122,7 97,3 137,5      | 2 2 6 5 1                         | 836,3 118,9 245,6 204,2 267,6     |
| 5      | 10 10–1 10–2 10–3 10–4 | Oostenrijk Daniela Iraschko-Stolz Stefan Kraft Lisa Eder Manuel Fettner       | DSQ 102,0 96,0 101,0   | 370,7 0,0 130,2 113,1 127,4   | 6 1 2 4       | 84,0 102,0 90,5 102,0             | 447,3 86,4 131,2 101,8 127,9      | 3 4 1 4 5                         | 818,0 86,4 261,4 214,9 255,3      |
| 6      | 5 5–1 5–2 5–3 5–4      | Polen Nicole Konderla Dawid Kubacki Kinga Rajda Kamil Stoch                   | 75,5 96,0 80,5 99,5    | 386,1 67,8 114,6 78,4 125,3   | 5 8 7 8       | 72,5 101,0 73,5 102,5             | 377,1 61,3 123,6 61,4 130,8       | 6 7 4 7 2                         | 763,2 129,1 238,2 139,8 256,1     |
| 7      | 3 3–1 3–2 3–3 3–4      | Tsjechië Klára Ulrichová Čestmír Kožíšek Karolína Indráčková Roman Koudelka   | 78,5 91,0 78,0 93,0    | 362,5 76,2 104,5 74,3 107,5   | 7 6 8 9       | 73,5 92,5 83,0 92,5               | 360,3 61,5 106,8 84,5 107,5       | 7 6 7 6 8                         | 722,8 137,7 211,3 158,8 215,0     |
| 8      | 7 7–1 7–2 7–3 7–4      | Noorwegen Anna Odine Strøm Robert Johansson Silje Opseth Marius Lindvik       | 92,0 99,5 91,0 102,5   | 457,4 104,5 123,2 101,4 128,3 | 2 2 4 6 2     | DSQ 100,5 DSQ 100,5               | 250,5 0,0 124,9 0,0 125,6         | 8 3 7                             | 707,9 104,5 248,1 101,4 253,9     |
| 9      | 8 8–1 8–2 8–3 8–4      | Duitsland Selina Freitag Constantin Schmid Katharina Althaus Karl Geiger      | 88,0 101,0 DSQ 101,5   | 350,9 95,4 127,7 0,0 127,8    | 9 3 2 3       | Uitgeschakeld na de eerste sprong | Uitgeschakeld na de eerste sprong | Uitgeschakeld na de eerste sprong | Uitgeschakeld na de eerste sprong |
| 10     | 1 1–1 1–2 1–3 1–4      | China Dong Bing Song Qiwu Peng Qingyue Zhao Jiawen                            | 76,0 71,5 65,0 74,0    | 229,8 69,4 57,7 42,0 60,7     | 10 7 10 9 10  | Uitgeschakeld na de eerste sprong | Uitgeschakeld na de eerste sprong | Uitgeschakeld na de eerste sprong | Uitgeschakeld na de eerste sprong |